# Hipposideros calcaratus
Hipposideros calcaratus (Dobson, 1877) è un pipistrello della famiglia degli Ipposideridi diffuso nell'Ecozona australasiana.

## Descrizione

### Dimensioni
Pipistrello di medie dimensioni, con la lunghezza della testa e del corpo tra 49,4 e 70 mm, la lunghezza dell'avambraccio tra 46,2 e 55,8 mm, la lunghezza della coda tra 31 e 44 mm, la lunghezza del piede tra 7,9 e 12 mm, la lunghezza delle orecchie tra 16,5 e 25 mm e un peso fino a 11,5 g.

### Aspetto
La pelliccia è lunga e setosa. Le parti dorsali sono marroni scure con la base dei peli più chiara, mentre le parti ventrali sono bianco-grigiastre. Le orecchie sono larghe e triangolari, con una leggera concavità sul margine posteriore appena sotto la punta. L'antitrago ha una distinta piega interna. La foglia nasale presenta una porzione anteriore priva di fogliette laterali supplementari, un setto nasale non rigonfio, una porzione posteriore semplice e con un solo setto indistinto. Una sacca frontale è presente in entrambi i sessi. Le membrane alari sono bruno-nerastre. La coda è lunga e si estende leggermente oltre l'ampio uropatagio. Il primo premolare superiore è piccolo e situato lungo la linea alveolare. 

### Ecolocazione
Emette ultrasuoni ad alto ciclo di lavoro sotto forma di impulsi a frequenza costante di 125–130 kHz.

## Biologia

### Comportamento
Si rifugia in colonie numerose fino a diverse migliaia di individui all'interno di grotte e gallerie.

### Alimentazione
Si nutre di insetti.

### Riproduzione
Danno alla luce un piccolo due volte l'anno tra maggio e giugno e tra ottobre e novembre.

## Distribuzione e habitat
Questa specie è diffusa in Nuova Guinea, in alcune isole vicine e nelle Isole Salomone.
Vive nelle foreste fino a 600 metri di altitudine.

## Tassonomia
Sono state riconosciute 2 sottospecie:
- H.c.calcaratus: Arcipelago di Bismarck: Isole del Duca di York, Mioko, Nuova Britannia, Nuova Irlanda, Emirau, Tabar, Ulu; Kiriwina, Misima, Normanby; Isole Salomone: Nissan, Bougainville, Choiseul, Guadalcanal, Isole Russell: Mbanika, Nuova Georgia, Rennell, San Jorge, Malaita, Santa Isabel, Makira;
- H.c.cupidus (Andersen, 1918): Nuova Guinea e Yapen.

## Conservazione
La IUCN Red List, considerato il vasto areale e la popolazione presumibilmente numerosa, classifica H.calcaratus come specie a rischio minimo (Least Concern)).